# 旺贝库尔
旺贝库尔（法語：Wambercourt）是法国北部-加来海峡大区加来海峡省的一个市镇，属于蒙特勒伊区埃丹县。该市镇2009年时的人口为245人。

## 人口
旺贝库尔人口变化图示
| 数据来源：INSEE |